# عصام أبو عنزة
عصام أبو عنزة هو وزير الصحة السابق في تنظيم الدولة الإسلامية في هيئة الصحة التابعة للدولة الإسلامية. فلسطيني يحمل الجنسية البريطانية، وهو أول طبيب يعمل في الخدمة الصحية الوطنية ويُعرف بأنه انضم إلى تنظيم الدولة الإسلامية.
سافر أبو عنزة، الذي كان يعيش آنذاك في شيفيلد مع زوجته وطفلين، إلى سوريا بمفرده في يوليو 2014.